# Typha × glauca
Quenouille glauque
Espèce
Typha ×glauca, la Quenouille glauque, est une plante herbacée hybride de la famille des Typhaceae provenant du croisement entre les espèces Typha angustifolia, la Quenouille à feuilles étroites et Typha latifolia, la Quenouille à feuilles larges dont elle possède des caractères intermédiaires principalement foliaires.